# Velveteen Dream
Patrick Clark Jr. (Washington, D.C., 19 de agosto de 1995) é um lutador americano de luta livre profissional, ele é mais conhecido pela sua passagem na WWE na marca NXT, sob o nome de ringue Velveteen Dream

## Carreira na luta profissional

### Início (2014–2015)
Clark treinou para se tornar um lutador profissional no centro de treinamento da Maryland Championship Wrestling, e fez sua estréia para a promoção após quatro meses de treinamento em 3 de outubro de 2014. Ele continuou lutando para a MCW, vencendo o MCW Tag Team Championship com Lio Rush em outubro de 2015. Além de trabalhar para o MCW, Clark fez inúmeras aparições para várias promoções independentes americanas durante 2015, incluindo World Xtreme Wrestling, Combat Zone Wrestling, Marvelous Puroresu USA e Lancaster Championship Wrestling. Ele mencionou o quanto gostou do nome Slugger Clark na CZW.

### World Wrestling Entertainment / WWE

#### Tough Enough (2015)
Clark foi escolhido para ser um concorrente na sexta temporada do WWE Tough Enough, que começou a ser exibido em junho de 2015. Apesar de ter sido apontado como um dos favoritos para vencer a competição, ele foi eliminado no 5º episódio devido a uma percepção de falta de humildade, ficando em 9º lugar na série.

#### NXT (2015–presente)
Em 17 de outubro de 2015, foi reportado que Clark havia assinado um contrato de desenvolvimento com a WWE. Ele fez sua estréia no ringue da companhia no live event do NXT em Lakeland, Flórida, em 5 de fevereiro de 2016, sendo derrotado por Riddick Moss. Ele fez sua estréia na televisão em 20 de julho de 2016, no episódio do NXT, em uma perda para Austin Aries. Em 19 de outubro no episódio do NXT, Clark confrontou e desafiou o Campeão do NXT Shinsuke Nakamura, mas foi atacado pelo mesmo. Clark retornou e teve sua primeira vitória televisionada no episódio de 1 de março de 2017 do NXT, derrotando Sean Maluta.

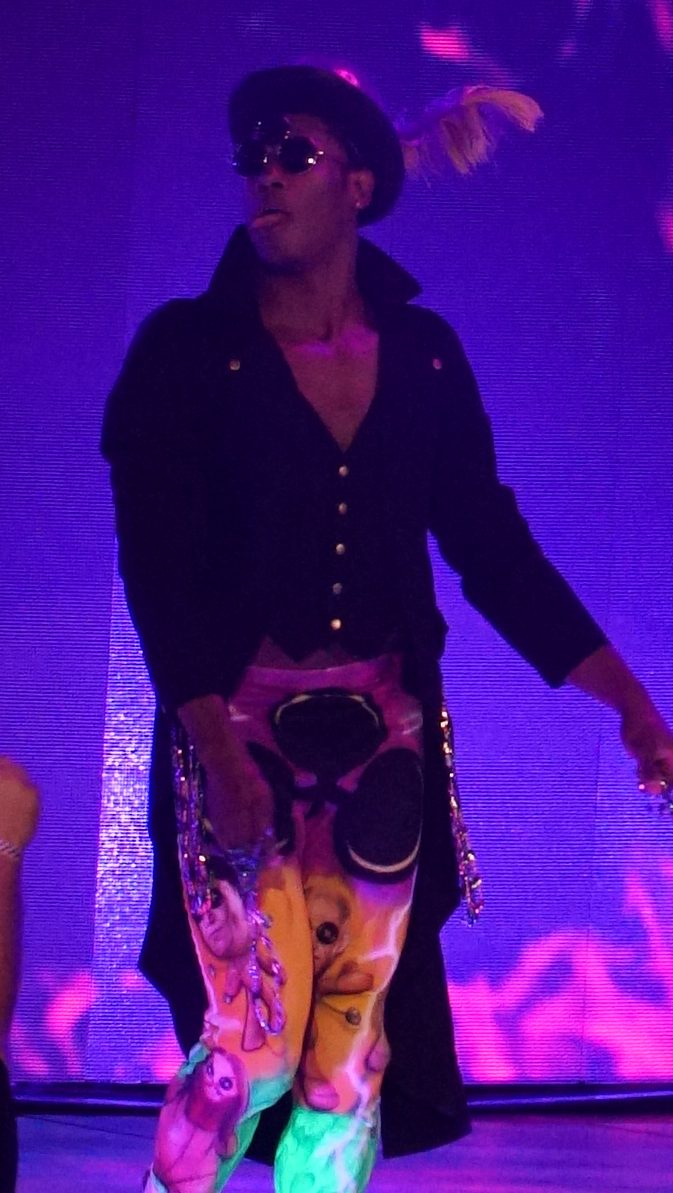
Dream no NXT TakeOver: New Orleans em abril de 2018.

Em 24 de maio no episódio do NXT, Clark estreou um novo personagem inspirado em Prince, chamado "Velveteen Dream", sem nenhuma menção sobre suas realizações passadas sob seu nome real. Em setembro, Dream começou uma rivalidade com Aleister Black, onde ele constantemente perseguia e assediava Black para que ele dissesse seu nome. Isso levou a uma luta no NXT TakeOver: WarGames, onde Dream foi derrotado. Após o combate, Black sentou-se ao lado de um atordoado Velveteen Dream, antes de finalmente dizer seu nome. Mesmo com Velveteen Dream perdendo a luta, muitos meios de comunicação esportivos disseram que o desempenho de Dream foi o "melhor de sua carreira profissional", com comentários de Nigel McGuinness e Mauro Ranallo, bem como a reação do público durante e após o combate confirmando isso. A rivalidade entre Dream e Black foi subsequentemente nomeada como a rivalidade do ano do NXT em 2017 no NXT Year-End Awards.
No episódio de 6 de dezembro do NXT, Dream foi programado para enfrentar Kassius Ohno em uma luta classificatória para a luta fatal-four way que determinaria o desafiante ao Campeonato do NXT; porém, uma lesão sofrida no NXT TakeOver: WarGames deixou Dream fora de competição, e ele foi substituído por Johnny Gargano, que derrotou Ohno e mais tarde venceu a fatal-four way para se tornar o desafiante. Em 10 de janeiro no episódio do NXT, Dream interrompeu a entrevista de Gargano para ridicularizá-lo por levar 20 minutos para derrotar Ohno, alegando que ele poderia vencê-lo em "30 segundos no máximo". Em 24 de janeiro no episódio do NXT, Dream desafiou Gargano pela sua oportunidade pelo título, mas foi derrotado. Após o combate, Dream foi confrontado nos bastidores por Ohno, que o empurrou contra uma parede. Triple H confirmou que um combate entre Ohno e Dream seria marcado para o NXT TakeOver: Philadelphia. No NXT TakeOver: Philadelphia, Dream derrotou Ohno via pinfall. Durante a luta após soar o sino, o público começou a contar em uníssono até trinta, e Dream conseguiu realmente socar Ohno com força suficiente para ele cair no chão atordoado antes da contagem de 30. Dream então pediu para o árbitro para terminar o combate, mas Ohno logo acordou. Dream usou shorts de boxe no ringue para esta luta e, momentaneamente, começou a fazer shadowboxing quando o combate iniciou; uma imitação do estilo de luta one-punch knockout de Ohno.
No NXT TakeOver: New Orleans, Dream competiu na luta de escadas pelo inaugural Campeonato Norte-Americano do NXT, que foi vencida por Adam Cole. A luta foi mais tarde premiada com 5 estrelas por Dave Meltzer, fazendo de Dream o único participante do Tough Enough a ter conquistado 5 estrelas em um combate.

## No wrestling

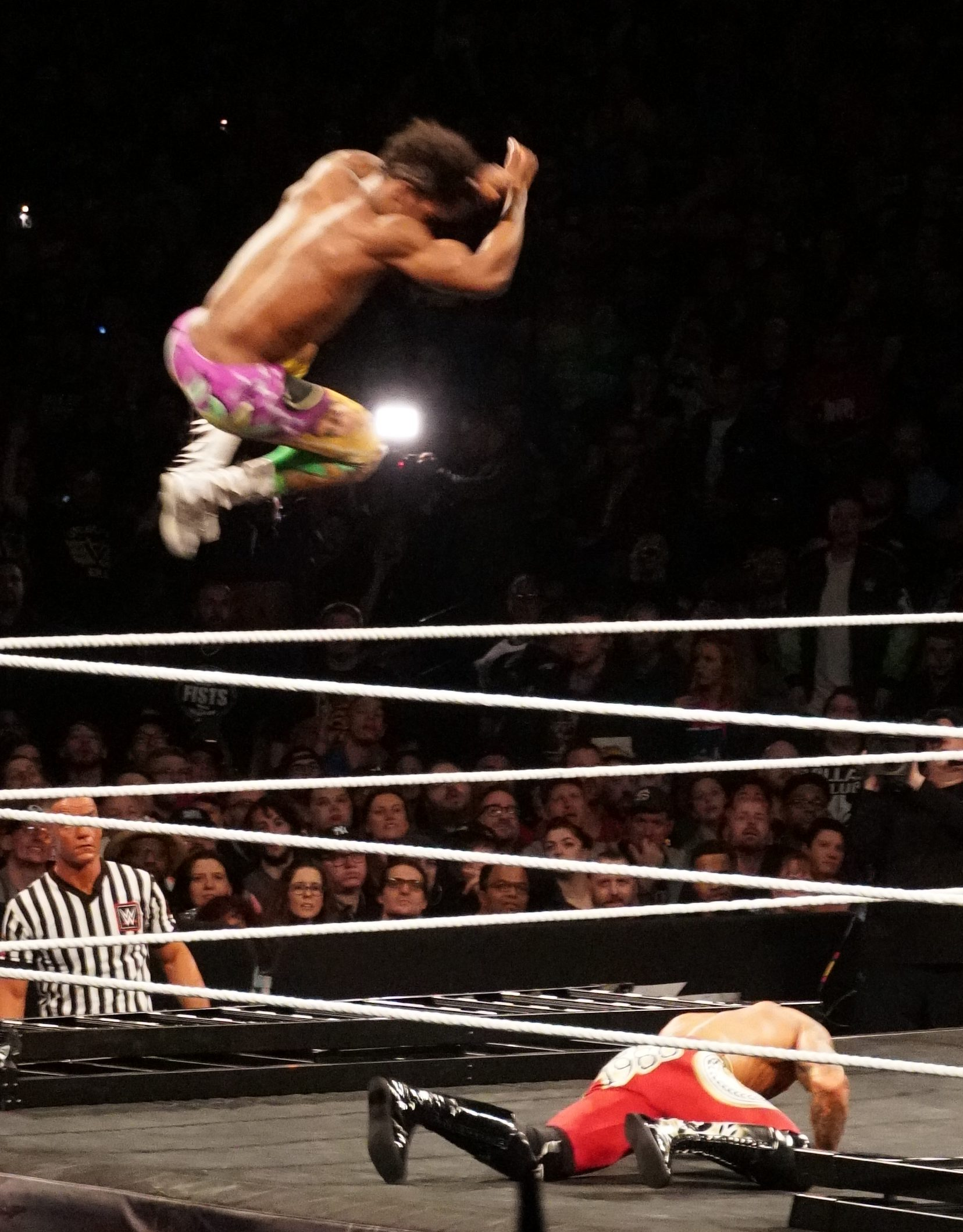
Dream aplicando um Purple Rainmaker em Ricochet.

- Movimentos de finalização
  - Como Velveteen Dream
    - Purple Rainmaker[16] (Diving elbow drop)[17]

  - Como Patrick Clark
    - Famouser (Inverted leg drop bulldog)[12]
- Movimentos secundários
  - Swinging neckbreaker
  - Superkick[18]
  - Cartwheeling Death Valley driver[19][20]
  - Swinging reverse STO bend transicionado em um DDT
  - Spinebuster
- Alcunhas
  - "The Patrick Clark Experience"[11]
  - "The Velveteen Dream Experience"
  - "The Vainglorious One"
- Temas de entrada
  - "Player Hater" por Carlton Banksy (NXT; 19 de outubro de 2016 – 1 de março de 2017)
  - "Velveteen" por CFO$ (NXT; 1 de março de 2017 – presente)

## Títulos e prêmios
- Maryland Championship Wrestling
  - MCW Tag Team Championship (1 vez) – com Lio Rush[5]
- Pro Wrestling Illustrated
  - PWI classificou-o em #324 dos 500 melhores lutadores individuais na PWI 500 em 2017[21]
- Wrestling Observer Newsletter
  - Luta 5 estrelas (2018) vs. Adam Cole, Killian Dain, EC3, Ricochet e Lars Sullivan em 7 de abril[22]
- WWE NXT
  - NXT Year-End Award (1 vez)
    - Rivalry of the Year (Rivalidade do Ano) (2017)[14] – vs. Aleister Black´

  - NXT North American Championship (1 vez; atual)